# Paul Costa Jr
Paul Costa, Jr. é um psicólogo americano associado com a teoria dos 5 Grandes Fatores.
É autor de mais de 300 artigos acadêmicos, bem como de vários livros. Costa é um dos psicólogos atuais mais citados, com um índice H acima de 135.